# A Mighty Heart
A Mighty Heart (bra: O Preço da Coragem; prt: Um Coração Poderoso) é um filme britano-estadunidense de 2007, dos gêneros suspense e drama histórico-biográfico, com roteiro de John Orloff baseado no livro homônimo de Mariane Pearl.

## Enredo
O filme narra toda a história do sequestro do jornalista Daniel Pearl (marido da escritora), do Wall Street Journal, ocorrido em 2002.

## Sinopse
Jornalista viaja até o Paquistão para investigar um possível ataque suicida, mas é raptado e morto por terroristas da Al-Qaeda. Sua esposa decide então escrever um livro contando a história, para que o filho que espera possa saber quem era seu pai. 

## Elenco
- Angelina Jolie .... Mariane Pearl
- Dan Futterman .... Daniel Pearl
- Will Patton .... Randall Bennett
- Archie Panjabi .... Asra Nomani
- Jillian Armenante .... Maureen Platt
- Zachary Coffin .... Matt MacDowell
- Demetri Goritsas .... John Skelton
- Sajid Hasan .... Zubair
- Irfan Khan .... Capitão
- Mikail Lotia .... Hasan
- Denis O'Hare .... Bussey
- Aly Khan .... Ahmed Omar Saeed Sheikh